# Breuvannes-en-Bassigny
Breuvannes-en-Bassigny ist eine französische Gemeinde mit 652 Einwohnern (Stand 1. Januar 2022) im Département Haute-Marne in der Region Grand Est (vor 2016 Champagne-Ardenne); sie gehört zum Arrondissement Chaumont und zum Kanton Poissons. Die Einwohner werden Breuvannais genannt. 
Die Gemeinde besteht aus den Ortschaften Breuvannes, Colombey-lès-Choiseul und Meuvy. 

## Geografie
Breuvannes-en-Bassigny liegt in der Landschaft Bassigny, rund 30 Kilometer östlich der Stadt Chaumont im Osten des Départements Haute-Marne. Durch das Gemeindegebiet fließt die obere Maas und ihr Nebenfluss Flambart. Umgeben wird Breuvannes-en-Bassigny von den Nachbargemeinden Audeloncourt im Nordwesten und Norden, Levécourt, Champigneulles-en-Bassigny und Germainvilliers im Norden, Damblain im Osten, Romain-aux-Bois im Osten und Südosten, Parnoy-en-Bassigny im Südosten und Süden, Montigny-le-Roi, Merrey, Choiseul und Bassoncourt im Süden, Daillecourt im Südwesten sowie Clefmont im Westen.
Durch die Gemeinde führt die Autoroute A31.

## Bevölkerungsentwicklung
| Jahr                       | 1962 | 1968 | 1975 | 1982 | 1990 | 1999 | 2006 | 2011 | 2019 |
| Einwohner                  | 550  | 513  | 896  | 805  | 727  | 750  | 726  | 703  | 673  |
| Quellen: Cassini und INSEE |      |      |      |      |      |      |      |      |      |

## Sehenswürdigkeiten

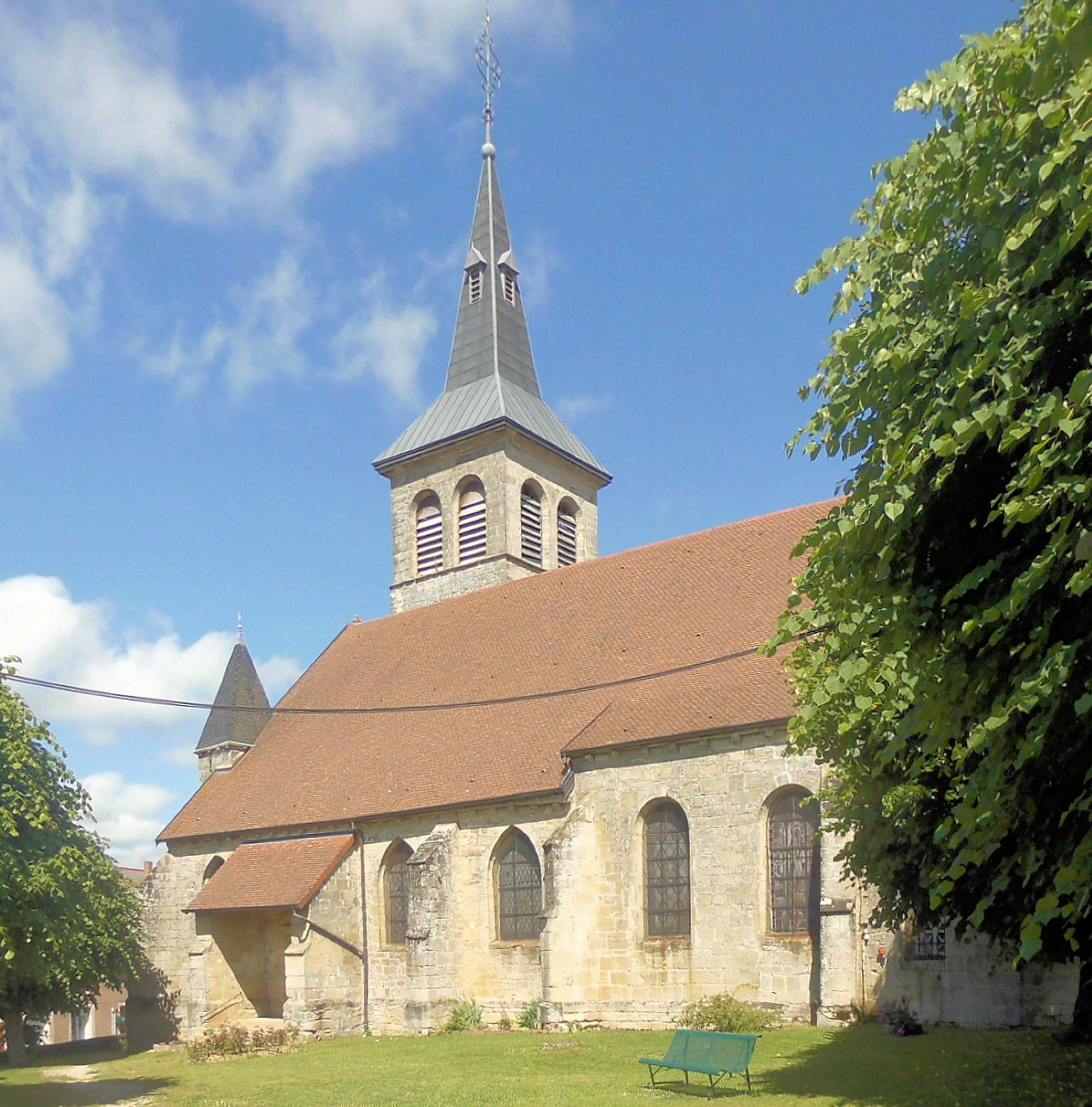
Kirche Saint-Remy
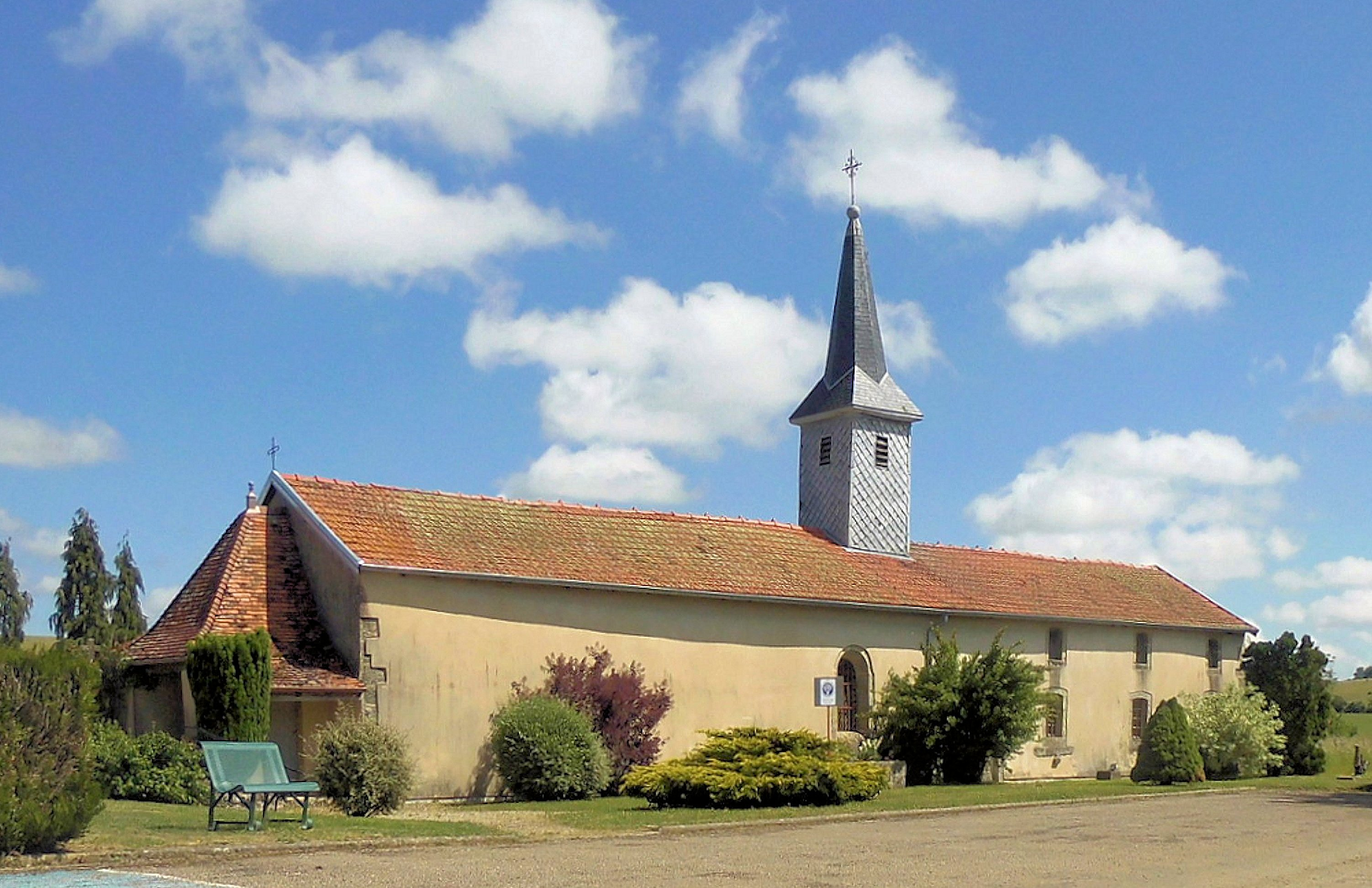
Kapelle Saint-Hilaire
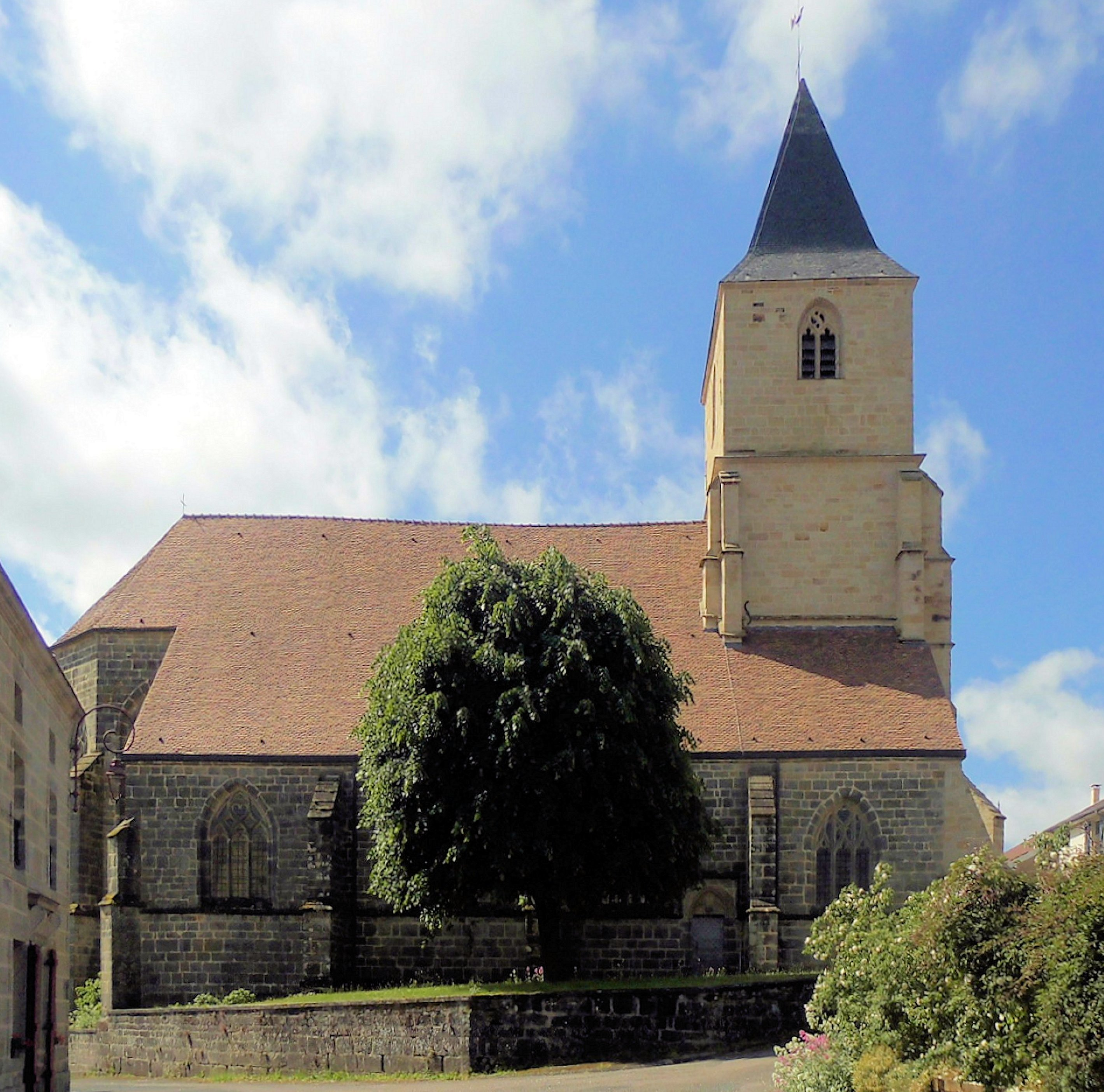
Kirche Saint-Martin in Colombey-lès-Choiseul aus dem 16. Jahrhundert, Monument historique seit 1944
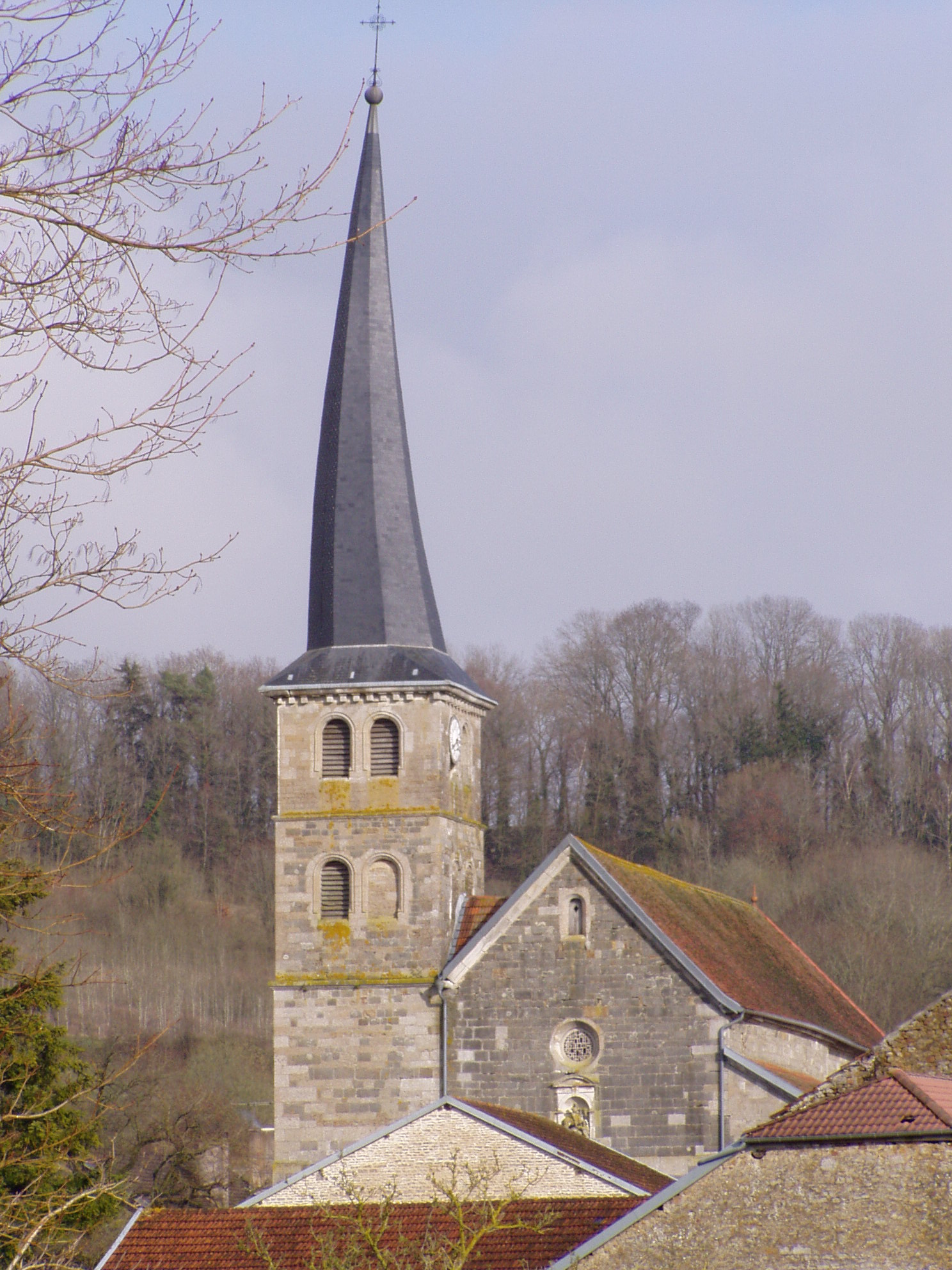
Kirche Saint-Georges von Meuvy
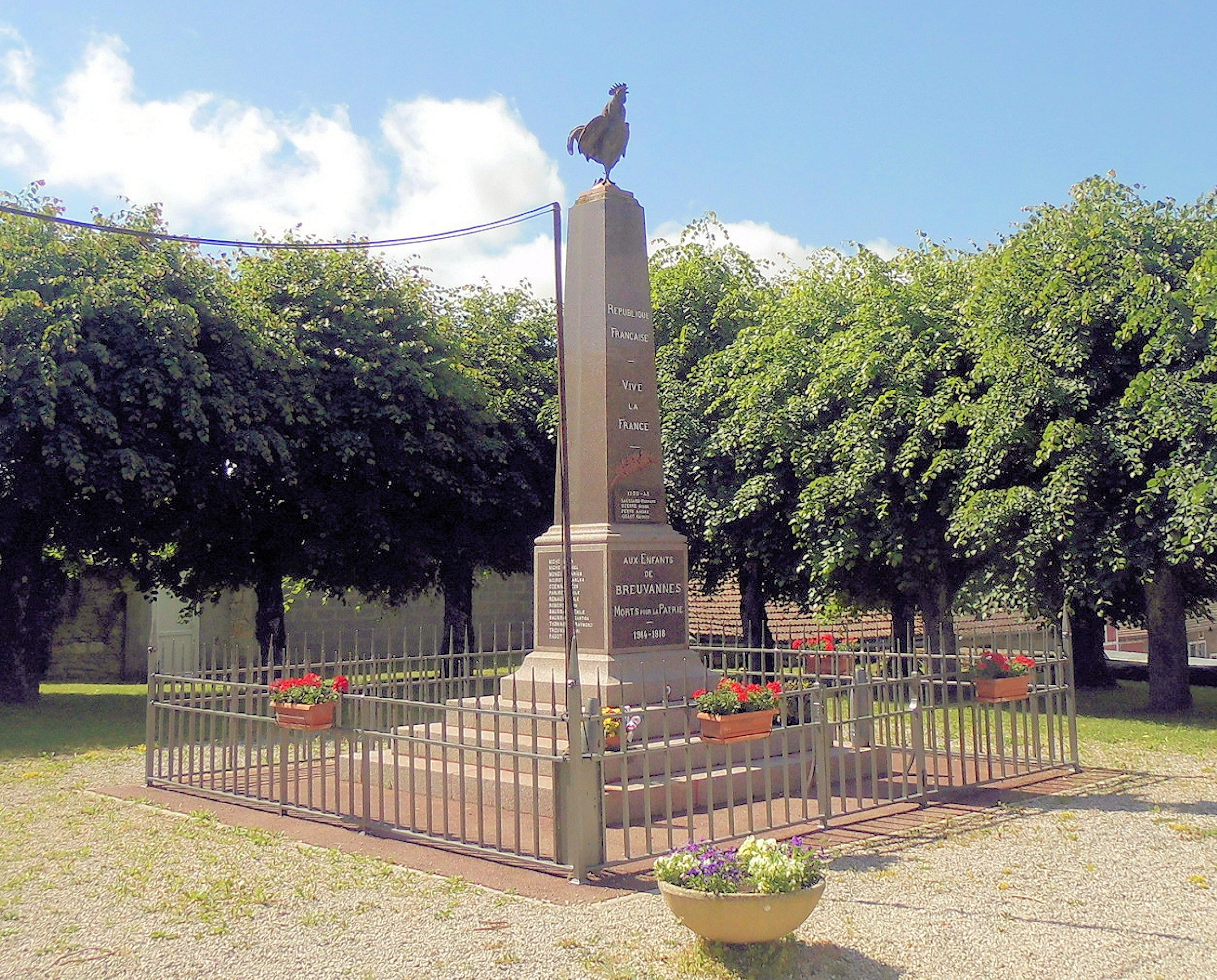
Gefallenendenkmal in Breuvannes
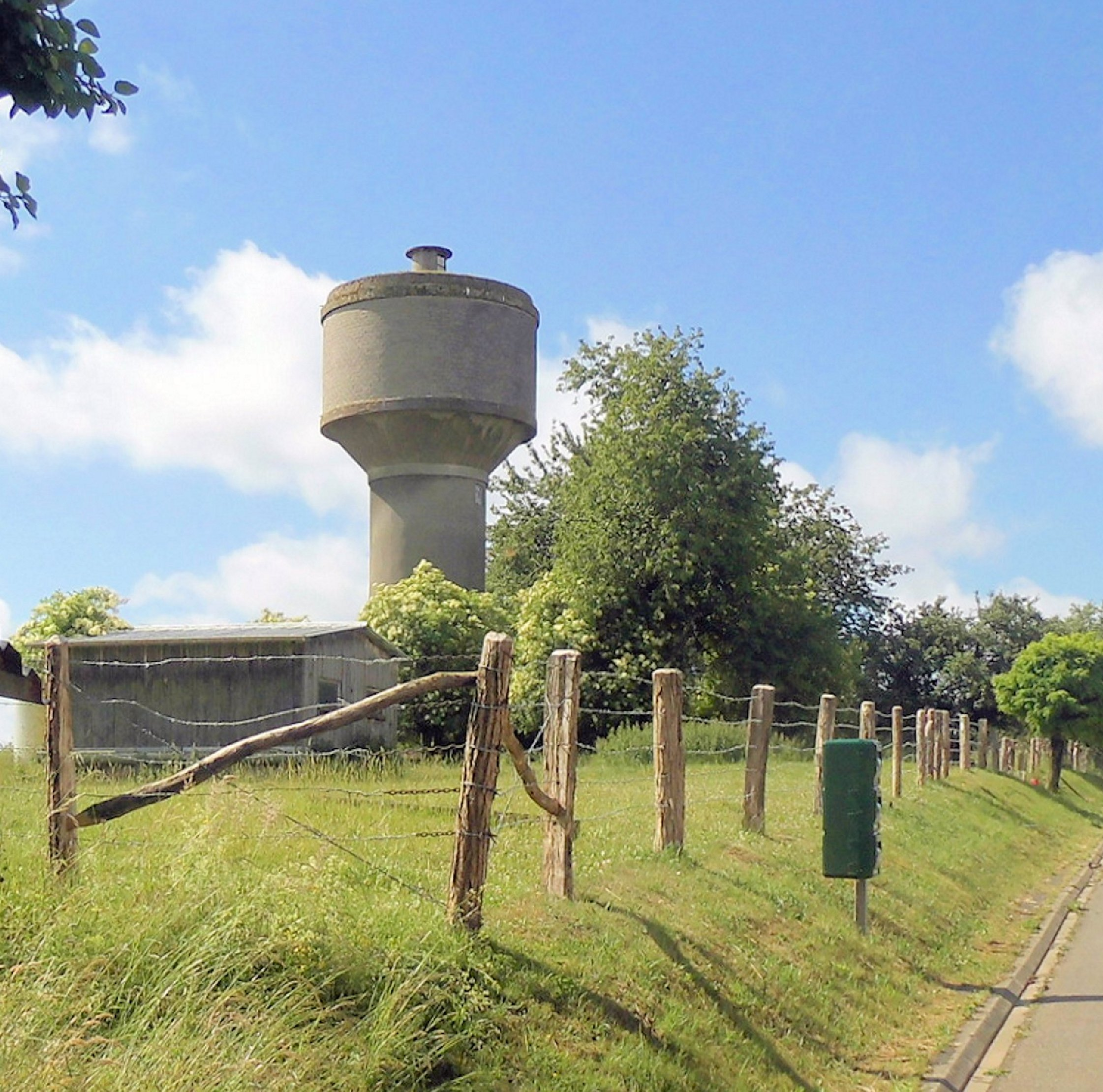
Wasserturm in Colombey-lès-Choiseul
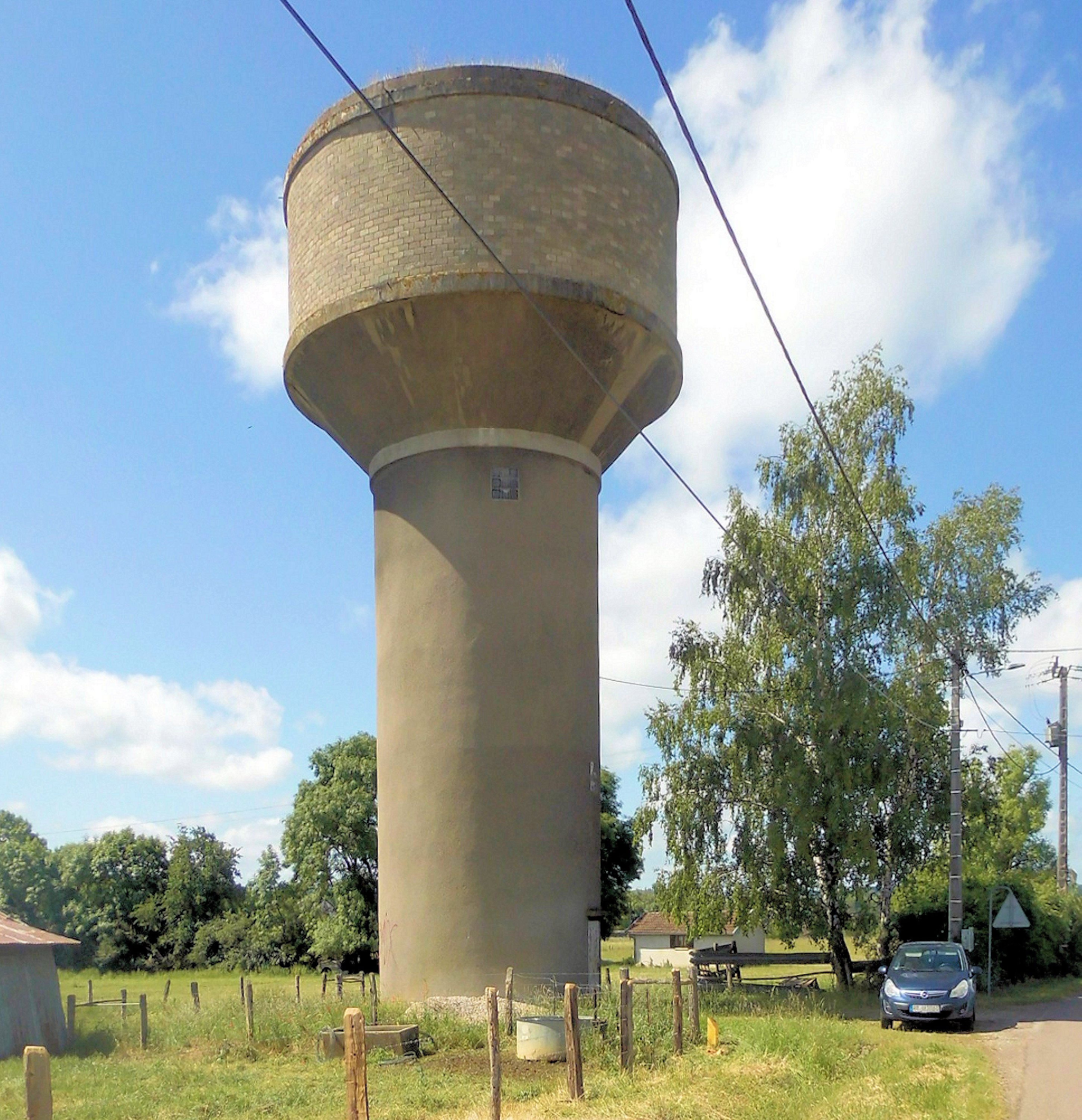
Wasserturm in Breuvannes

- zwei Wassertürme

- Kirche Saint-Remy
- Kapelle Saint-Hilaire
- Kirche Saint-Martin im Ortsteil Colombey-lès-Choiseul
- Kirche Saint-Georges im Ortsteil Meuvy
- Gefallenendenkmal in Breuvannes
- Wasserturm in Colombey-lès-Choiseul
- Wasserturm in Breuvannes